# Triángulo podal

El triángulo ABC figura en color negro, las perpendiculares desde un punto P en azul, y el triángulo podal obtenido, LMN, en rojo.

En geometría, se obtiene un triángulo podal al proyectar ortogonalmente un punto cualquiera sobre los lados de un triángulo, siendo estas proyecciones los vértices de dicho triángulo.
Más específicamente, considérese un triángulo ABC, y un punto P que no es uno de los vértices A, B, C. Trácense las perpendiculares desde P a los tres lados del triángulo (puede ser necesario extender los lados). Denominando L, M y N a las intersecciones de las líneas ortogonales desde P a los lados BC, AC y AB, el triángulo podal es entonces LMN.
La ubicación del punto P elegido respecto al triángulo dado ABC genera algunos casos especiales:
- Si P = Ortocentro, entonces LMN =  Triángulo órtico.
- Si P = Incentro, entonces LMN =  Triángulo tangente interno.
- Si P = Circuncentro, entonces  LMN =  Triángulo medial.

Cuando P está sobre la circunferencia circunscrita, el triángulo podal degenera en una línea recta (color rojo).

Si P está en la circunferencia circunscrita del triángulo, LMN se colapsa en una línea recta, denominada línea podal, o también recta de Simson (en memoria de Robert Simson).
Los vértices del triángulo podal de un punto interior P, como se muestra en el diagrama superior, dividen los lados del triángulo original de tal manera que se satisfaga: 85–86 
{\displaystyle AN^{2}+BL^{2}+CM^{2}=NB^{2}+LC^{2}+MA^{2}.}

## Coordenadas trilineales
Si P tiene coordenadas trilineales p : q : r, entonces los vértices L, M, N del triángulo podal de P se dan por
- L = 0 : q + p cos C : r + p cos B
- M = p + q cos C : 0 : r + q cos A
- N = p + r cos B : q + r cos A : 0

## Triángulo antipodal
Un vértice, L'  del triángulo antipodal de P es el punto de intersección de la perpendicular a BP por B y la perpendicular a CP por C. Sus otros vértices, M'  y N' , están construidos de forma análoga. Sus coordenadas trilineales vienen dadas por
- L'  = - (q + p cos C) (r + p cos B) : (r + p cos B) (p + q cos C) : (q + p cos C) (p + r cos B)
- M'  = (r + q cos A) (q + p cos C) : - (r + q cos A) (p + q cos C) : (p + q cos C) (q + r cos A)
- N'  = (q + r cos A) (r + p cos B) : (p + r cos B) (r + q cos A) : - (p + r cos B) (q + r cos A)

Por ejemplo, el triángulo excentral es el triángulo antipodal del incentro.
Supóngase que P no se encuentra en ninguno de los lados extendidos BC, CA, AB y que P−1 denota el conjugado isogonal de P. El triángulo podal de P es homotético con el triángulo antipodal de P−1. El centro homotético (que es un centro triangular si y solo si P es un centro triangular) es el punto dado en coordenadas trilineales por
- ap (p + q cos C) (p + r cos B) : bq (q + r cos A) (q + p cos C) : cr (r + p cos B) (r + q cos A).

El producto de las áreas del triángulo podal de P y el triángulo antipodal de P−1 es igual al cuadrado del área del triángulo ABC.